# Olivier Aertssen
Olivier Aertssen (Veldhoven, 7 agosto 2004) è un calciatore olandese, difensore del PEC Zwolle.

## Caratteristiche tecniche
È un difensore centrale.

## Carriera

### Club
Cresciuto nel settore giovanile dell'Ajax, esordisce in prima squadra nel 2023 subentrando a Devyne Rensch in occasione dell'incontro di coppa nazionale disputata contro il Den Bosch.
Il 26 agosto 2024 firma un contratto triennale con il PEC Zwolle.

### Nazionale
Vanta due presenze con le rappresentative Under-18 e 19 dei Paesi Bassi.

## Statistiche

### Presenze e reti nei club
Statistiche aggiornate al 14 dicembre 2024.
| Stagione        | Squadra         | Campionato      | Campionato | Campionato | Coppe nazionali | Coppe nazionali | Coppe nazionali | Coppe continentali | Coppe continentali | Coppe continentali | Altre coppe | Altre coppe | Altre coppe | Totale | Totale |
| Stagione        | Squadra         | Comp            | Pres       | Reti       | Comp            | Pres            | Reti            | Comp               | Pres               | Reti               | Comp        | Pres        | Reti        | Pres   | Reti   |
| --------------- | --------------- | --------------- | ---------- | ---------- | --------------- | --------------- | --------------- | ------------------ | ------------------ | ------------------ | ----------- | ----------- | ----------- | ------ | ------ |
| 2024-2025       | PEC Zwolle      | ED              | 8          | 0          | CO              | 1               | 0               | -                  | -                  | -                  | -           | -           | -           | 9      | 0      |
| Totale carriera | Totale carriera | Totale carriera | 8          | 0          |                 | 1               | 0               |                    | -                  | -                  |             | -           | -           | 9      | 0      |